# Säyvö
Säyvö ou Pien-Tytärsaari (russe : Малый Тютерс, en finnois : Pien-Tytärsaari) est une île située dans le golfe de Finlande. 
L'île fait partie du raïon de Kingissepp de l'oblast de Léningrad en Russie.

## Géographie
Géographiquement, Säyvö est située près de la côte estonienne, à 55 kilomètres à l'ouest de la Russie. 
Säyvö est une île inhabitée de 2,5 kilomètres de long, étroite et peu profonde formée de gravier morainique.

## Histoire
L'île, appartenait autrefois à la municipalité finlandaise de Tytärsaari et avant cela à Suursaari.
En 1940, Säyvö fera partie des territoires cédés par la Finlande à l'Union soviétique dans le cadre de l'armistice de Moscou après la guerre de continuation.